# Massimo Canevacci
Massimo Canevacci (Roma, 12 de agosto de 1942) é um antropólogo, etnógrafo e escritor italiano.
Doutor em Letras e Filosofia, é um notório teórico da contemporaneidade e da cidade, e é reconhecido por sua ousadia em romper com métodos clássicos da história intelectual, é um antropólogo que expõe e explica a metrópole contemporânea, a influência das mídias digitais, vendo o processo cultural atual não como puramente alienante, mas sim, a partir da possibilidade de interação, participação e de criação de um novo tipo de sujeito, plural e ativo.
Canevacci possui uma láurea em filosofia sobre a Escola de Frankfurt. Por isso, como outros intelectuais formados em humanas na Europa, tem conhecimento das línguas e obras clássicas em literatura e em filosofia. Desde 2010 é regularmente convidado como professor visitante por inúmeras universidades brasileiras (UFSC - Florianópolis, UERJ - Rio de Janeiro, e notadamente em São Paulo, ECA - Escola de Comunicação e Artes) onde desenvolve pesquisas de Etnografia Urbana: Fetichismos Visuais, Metrópoles Comunicacionais, Movimentos Juvenis, Sincretismos Culturais, Culturas Indígenas, Aldeia e Metrópoles. Já foi convidado também em diversas universidades europeias, bem como em Tóquio (Japão) e em Nanquim (China).

## Biografia
É professor de antropologia cultural na Facoltà di Scienze della Comunicazione dell’Università degli Studi di Roma “La Sapienza” (Itália) e integra o Instituto de Estudos Avançados da Universidade de São Paulo. De 2001 a 2006 dirige a revista italiana especializada em temas ligados à antropologia, comunicação e artes visuais «Avatar». Em 1995 recebe o titulo de Comendador da Ordem Nacional do Cruzeiro do Sul, pelas mãos do então presidente Fernando Henrique Cardoso, por sua pesquisa em São Paulo intitulada "A Cidade Polifônica". Nesse premiado ensaio sobre a antropologia da comunicação urbana ele fala sobre o perder-se urbano, a partir de sua própria experiência quando da primeira vez que esteve em São Paulo em 1984. A experiência de perder-se, nas palavras do antropólogo, é vertiginosa nessa metrópole.
Nascido em Roma em 12 de agosto de 1942, Massimo Canevacci mora atualmente em São Paulo e é casado com a artista Sheila Ribeiro. Antropólogo italiano conhecido por seus trabalhos e estudos sobre metrópoles, cidades polifônicas e sincretismos, interessou-se ainda pela antropologia da família, organizou textos e uma introdução que reconstitui a pluralidade das relações de parentesco nas sociedades ocidentais, orientais e nativas (ou "selvagens" no sentido de Lévi-Strauss); antropologia do cinema, onde trabalha a questão do sagrado tendo como objeto a questão imagética; antropologia do indivíduo, como em “São Paulo, a Cidade Polifônica”, por encontrar nessa metrópole diversas lógicas e uma recepção ao híbrido, ao sincrético, ao héteros (as diversas alteridades no interno de cada um). Seus trabalhos se voltaram também para os movimentos dos jovens, movimentos "alternativos", maio de 1968 e 1978 sobretudo sua importância na Itália. Foi nomeado pela Ordem Nacional do Cruzeiro do Sul, a maior honraria concedida à estrangeiros, em 1994, por sua pesquisa sobre a a cidade de São Paulo, tornando-se Comendador do Brasil.

## Obras

### Em português
- 2013 Sincretika: explorações etnográficas sobre arte contemporânea, São Paulo, Studio Nobel.[10]
- 2011 A Linha de Pó: A Cultura Bororo entre Tradição, Mutação e Auto-Representação, São Paulo, Annablume[11]
- 2011 Fake in China: Viagem de superfície no país que está mudando o mundo, Alagoas, EDUFAL.[12]
- 2009 Antropologia da Comunicação Visual, Rio de Janeiro, DP&A Editora.[13]
- 2008 Fetichismos Visuais: Corpos Erópticos e Metrópole Comunicacional, São Paulo, Atelier.[14]
- 2005 Culturas Extremas: Mutações Juvenis nos Corpos das Metrópoles, São Paulo, DPA[15]
- 2001 Antropologia da Comunicação Visual, Rio de Janeiro, DP&A Editora.[16]
- 1996 Sincretismos: Uma Exploração das Hibridações Culturais, São Paulo, Studio Nobel.[17]
- 1993 A Cidade Polifônica: Ensaio sobre a antropologia da comunicação urbana, São Paulo, Studio Nobel.[18]
- 1984 Antropologia do Cinema, São Paulo, Brasiliense.[19]
- 1982 Dialética da Família (Introdução e Organização), São Paulo, Brasiliense.[20]
- 1981 Dialética do Indivíduo (Introdução e Organização), São Paulo, Brasiliense.[21]

### Em italiano
- 2014 Fake in China. Viaggio di superficie nel paese che sta cambiando il mondo, Roma, Aracne.[22]
- 2014 Sincretika - Esplorazioni etnografiche sulle arti contemporanee, Catania, Bonanno.[23]
- 2007 Una stupita fatticità. Feticismi visuali tra corpi e metropoli, Roma, Costa & Nolan.[24]
- 2007 La Linea di Polvere, Roma, Meltemi.[25]
- 2004 Sincretismi. Esplorazioni diasporiche sulle ibridazioni culturali, Roma, Costa & Nolan.[26]
- 2002 P.J. Didattica etnografica sperimentale, Roma, Booklet Milano.[27]
- 2003 Culture extreme. Mutazioni giovanili nei corpi delle metropoli, Roma, Meltemi.[28]
- 2001 Antropologia della comunicazione visuale. Feticci, merci, pubblicità, cinema, corpi, videoscape, Roma, Meltemi.[29]
- 1997 La città polifonica. Saggio sull'antropologia della comunicazione urbana, Roma, Seam.[30]
- 1993 La Comunizazione Teatrale, Roma, Seam.[31]
- 1982 Antropologia do Cinema, Milano, Feltrinelli.[32]
- 1978 Il potere aereo: Una critica politica e storico-culturale di un settore trainante dell'imperialismo contemporaneo, Roma, Savelli.[33]
- 1978 Dialettica dell’individuo, Savelli Editore.[34]
- 1974 Dialettica della famiglia. Genesi, struttura e dinamica di un'istituzione repressiva, Savelli Editore.[35]

### Em inglês
- 2013 The Line of Dust: Bororo Culture Between Tradition, Mutation and Self-Representation, Canon Pyon, Sean Kingston.[36]
- 2012 Polyphonic Anthropology. Theoretical and Empirical Cross-Cultural Fieldword, Rijeka, INTECH.[37]